# Mathur, Sakleshpur
Mathur là một làng thuộc tehsil Sakleshpur, huyện Hassan, bang Karnataka, Ấn Độ.